# Chileni, Harghita
Chileni (în maghiară Kilyénfalva) este un sat în comuna Suseni din județul Harghita, Transilvania, România.

## Personalități
- Antal Jakab (1909-1993), episcop romano-catolic
- Francisc Fodor (1926-2000), profesor universitar, deputat în Marea Adunare Națională